# André-Dominique-Jean-Baptiste de Castellane
André-Dominique-Jean-Baptiste de Castellane (* 1703 in Poitiers; † 8. September 1751 in Glandèves, heute Entrevaux) war von 1747 bis 1751 Bischof von Glandèves in Frankreich.

## Leben
André-Jean-Baptiste de Castellane war der Sohn des Generals Horace de Castellane und seiner Ehefrau Anne de Bonne. Er wurde 1703 in Poitiers geboren, wo sein Vater als Soldat stationiert war. Er studierte am Alten Seminar von  Saint-Sulpice in Paris und erhielt am 19. Dezember 1723 durch den Bischof von Bethlehem, Louis Lebel, die niederen Weihen. Am 26. Mai 1725 Subdiakon und im folgenden Jahr Diakon, wurde er schließlich am 17. Dezember 1729 zum Priester geweiht. Danach war er als Theologe an der Kirche von Aix-en-Provence tätig und wurde dann Generalvikar in Auch, 1743 auch Propst der Kathedrale. 1738 erhielt er vom König die Abtei Saint-Léon in der Diözese Toul in Kommende.
Am 23. Dezember 1747 zum Bischof von Glandèves ernannt, erhielt er am 31. Mai 1748 die Bischofsweihe. 1750 entsandte ihn die Kirchenprovinz Embrun als Deputierten zur Generalversammlung des französischen Klerus. Am 8. September 1751 setzte ein plötzlicher Tod seinem vielversprechenden Wirken ein Ende.